# Strongylophthalmyia verrucifera
Strongylophthalmyia verrucifera är en tvåvingeart som beskrevs av Shatalkin 1996. Strongylophthalmyia verrucifera ingår i släktet Strongylophthalmyia och familjen långbensflugor.
Artens utbredningsområde är Vietnam. Inga underarter finns listade i Catalogue of Life.